# محمدعلی آغجا
محمد علی آغجا (ترکی استانبولی: Mehmet Ali Ağca؛ زادهٔ ۹ ژانویهٔ ۱۹۵۸) یک مجرم اهل ترکیه است. عمده شهرت وی به‌دلیل تلاش برای ترور پاپ ژان پل دوم در ۱۳ مهٔ ۱۹۸۱ در میدان سن پیترو واتیکان است.